# Silo tuberculatus
Silo tuberculatus är en nattsländeart som beskrevs av Martynov 1909. Silo tuberculatus ingår i släktet Silo och familjen grusrörsnattsländor. Inga underarter finns listade i Catalogue of Life.